# アイスマン (1984年の映画)
『アイスマン』（原題: Iceman）は、1984年制作のアメリカ合衆国の映画。
フレッド・スケピシ監督、ノーマン・ジュイソンが製作している。まだ無名だったジョン・ローンが特殊メイクを施して原始人に扮している。

## あらすじ
北極の氷の洞窟から巨大な氷塊が発見された。ブレイディ博士を中心とする調査チームが氷塊をレーザー光線で切断したところ、中から1人の男＝アイスマンが現れた。しかも彼は生きていた。
考古人類学者のシェパード博士は彼を4千万年前のネアンデルタール人と断定、その能力を調査する。シェパードは彼にチャーリーと名前を付け、調査を進めるにつれてチャーリーと次第に心通わせ合うようになる。

## キャスト
- スタンリー・シェパード博士：ティモシー・ハットン（吹替：大塚芳忠）
- ダイアン・ブレイディ博士：リンゼイ・クローズ（吹替：幸田直子）
- “アイスマン”チャーリー：ジョン・ローン（吹替：荒川太朗）
- ホイットマン：ジョセフ・ソマー（吹替：仁内建之）
- シング博士：デヴィッド・ストラザーン（吹替：納谷六朗）
- ヴァーメイル博士：フィリップ・エイキン（吹替：金尾哲夫）
- ルーミス：ダニー・グローヴァー（吹替：辻親八）
- メイベル：アメリア・ホール
- ホーガン：リチャード・モネット
- メイナード：ジェームズ・トールカン（吹替：二瓶秀雄）